# ビルダーズティー

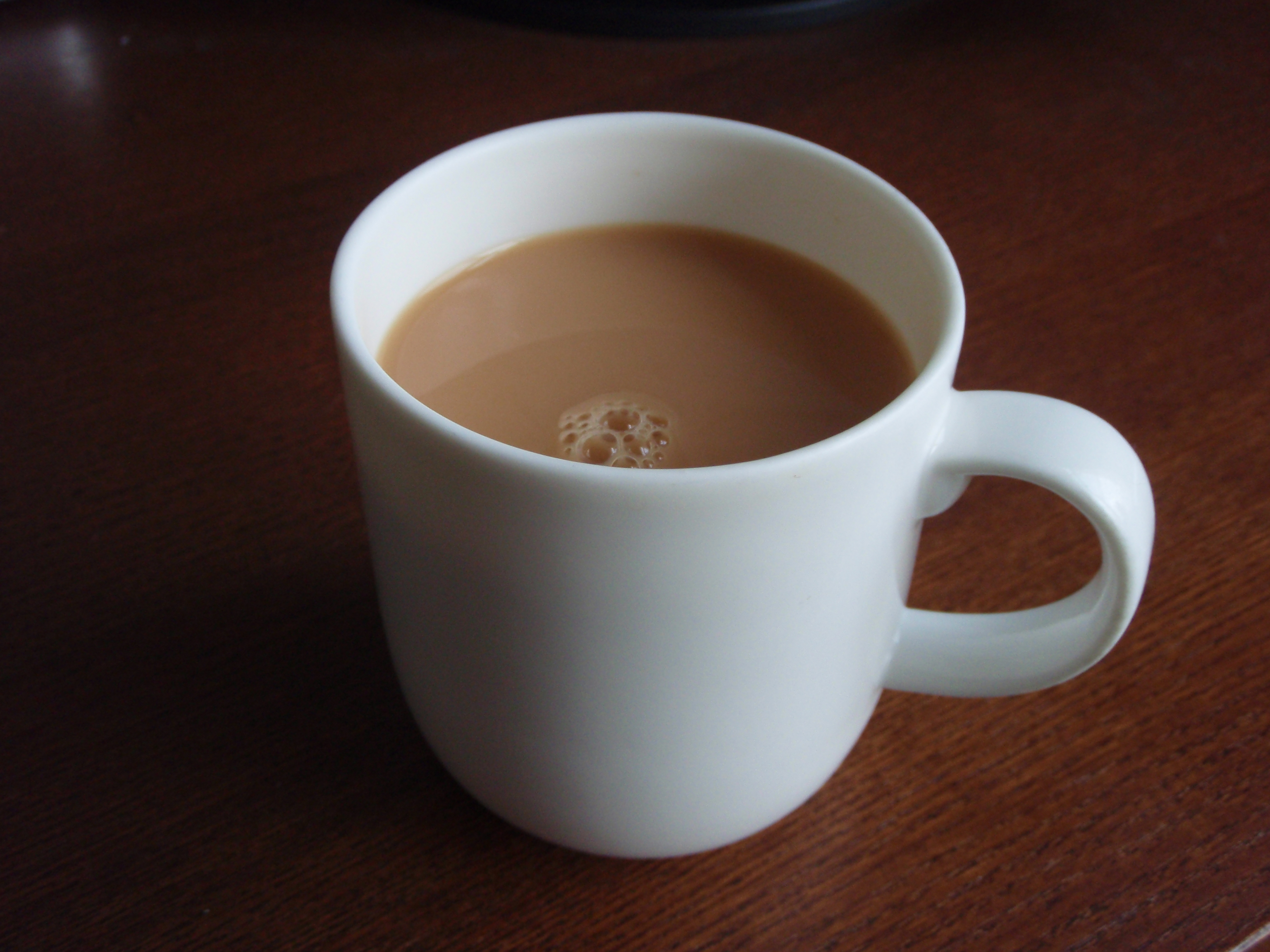
ビルダーズティー

ビルダーズティー（英: Builder's tea）は、イギリスの建設現場で働く人たち（＝Builders）が休憩中に好んで飲む紅茶のことである。

## 概要
マグカップに安いティーバッグを入れ、普通より濃い目にいれた紅茶。たっぷりのミルクと砂糖をいれて飲まれる。建設現場で働く人たちが休憩時間に好んで飲むことからこの名がある。ティーカップに注いで供されるような紅茶とは対極の庶民的な飲み物である。